# Cây thuốc

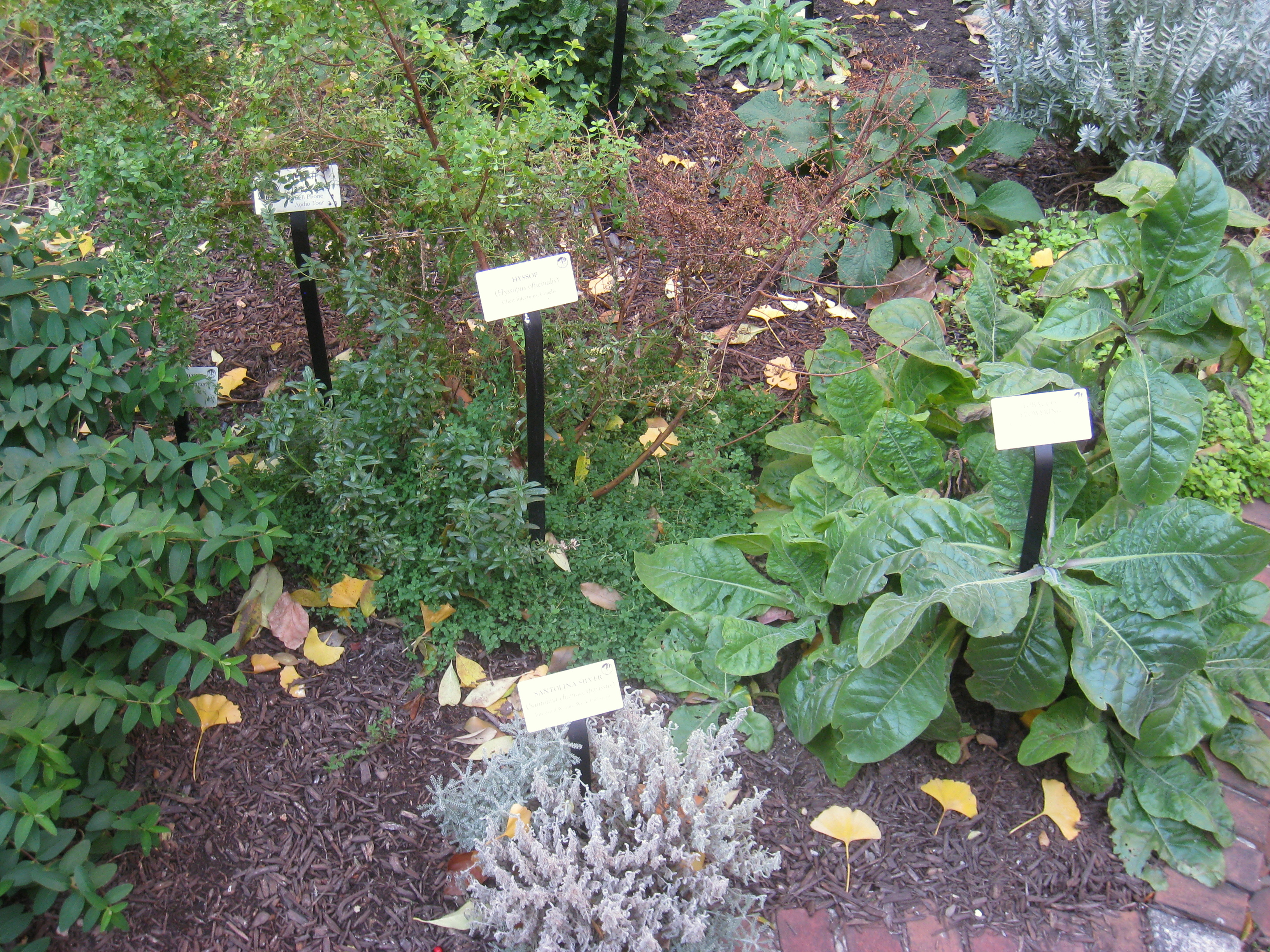
Vườn cây thuốc

Cây thuốc là thực vật được con người dùng làm thuốc hay còn gọi là thảo dược hay thảo mộc. Những cây này có khả năng tổng hợp các hợp chất hóa học hết sức đa dạng được dùng cho các chức năng sinh học quan trọng của cây hoặc được dùng để chống lại côn trùng, nấm và động vật ăn thực vật. Tính đến nay có ít nhất 12.000 chất như vậy đã được cô lập, và con số này chỉ chiếm chưa đến 10% tổng số chất như thế. Hợp chất hóa học trong cây tác động lên cơ thể người thông qua các tiến trình tương tự các tiến trình mà các thuốc bình thường vẫn thực hiện, vì thế nói về cơ chế hoạt động thì thuốc làm từ cây không khác mấy thuốc thông thường, và thuốc từ làm cây cũng có thể có tác dụng phụ nguy hại.
Bao thế kỷ qua con người đã dùng cây để làm thuốc và ghi chép hiểu biết vào sách vở. Ngành thực vật dân tộc học nghiên cứu về các cách thức truyền thống trong sử dụng cây đã được công nhận là con đường hiệu quả để khám phá thêm các phương thuốc mới trong tương lai. Năm 2001, các nhà nghiên cứu nhận diện được 122 hợp chất trong thuốc tây mà bắt nguồn từ các loại cây được nói đến trong sách vở thực vật dân tộc học. 80% số hợp chất này được ghi chép là dùng theo một cách thức giống hệt hoặc có mối quan hệ với cách dùng của y học hiện đại. Nhiều dược phẩm hiện nay đã từ lâu được dùng dưới dạng thuốc làm từ cây, bao gồm aspirin, mao địa hoàng, quinine và thuốc phiện. Hầu hết các xã hội chưa công nghiệp hóa đều có sử dụng cây để làm thuốc. Giá thuốc này cũng rẻ hơn thuốc tây hiện đại. Tổ chức Y tế Thế giới ước tính 80% dân số của một số nước Á châu và Phi châu hiện vẫn dùng chủ yếu là cây thuốc để chữa bệnh. Nghiên cứu của Mỹ và Âu châu cho thấy các nước này ít dùng cây thuốc hơn, nhưng những năm gần đây họ cũng ngày càng sử dụng nhiều bởi lẽ càng lúc càng có nhiều các bằng chứng khoa học đã cho thấy hiệu quả của cây thuốc. Giá trị xuất khẩu cây thuốc trên phạm vi thế giới năm 2011 là hơn 2,2 tỷ đô la Mỹ.